# Holle Weg (Doorwerth)
De Holle Weg is een straat en een helling gelegen op de stuwwal van de Veluwe. Ze start op de Fonteinallee in de buurt van Kasteel Doorwerth. Parallel aan de Holle Weg gaat de Italiaanseweg iets oostelijker omhoog. Ten westen van de Holle Weg ligt de Wageningse Berg.
De helling is opgenomen in de LF4 Midden-Nederlandroute (en daarmee ook in de EuroVelo EV2 Hoofdstedenroute die in Nederland de LF4 volgt).